# Терасні виноградники Лаво
46°29′31″ пн. ш. 6°44′46″ сх. д. / 46.491944444444° пн. ш. 6.7461111111111° сх. д.
Терасні виноградники Лавó (фр. Lavaux) розташовані на території швейцарського кантону Во, на північно-східному узбережжі Женевського озера.
Виноробний регіон займає на 805 га, а протяжність рядів винограду становить близько 30 км.
Тут переважає помірний клімат, але південний аспект терас із віддзеркаленням сонця в озері та кам'яними стінами надає регіону середземноморський характер.
Основним винним сортом винограду, який тут вирощують, є Шасла.
Виноград тут почали вирощувати ще за часів Римської імперії.
Проте нинішні посадки датуються XI століттям, коли ці землі належали бенедиктинським ченцям.
Протягом кількох століть на крутих схилах озера створювалися тераси, які зміцнювалися кам'яними стінами.
Перетворений ландшафт став унікальним прикладом взаємодії людини та навколишнього середовища, орієнтованого на оптимальне використання місцевих ресурсів для виробництва високоякісного вина.
У 2007 році місцевість була включена до списку об'єктів Світової спадщини ЮНЕСКО.
Цей виноробний регіон відіграв істотну роль розвитку економіки прилеглої Лозанни і краю загалом.
Нині тут розташовано 14 муніципалітетів та 6 виноробних біологічно контрольованих господарств.
З 2016 року виноградники Лавó не обробляються синтетичними пестицидами.

## Правовий захист
У 1977 році виборці кантону Во прийняли (55%) кантональну народну ініціативу «Врятувати Лаво», внаслідок чого у 1979 році був прийнятий закон про захист Лаво (Loi sur le plan de protection de Lavaux).
У 2003 році набула чинності нова конституція кантону Во, яка не містила статті про захист Лаво. Друга народна ініціатива «Врятувати Лаво» була запущена для того, щоб знову ввести її, і була прийнята в 2005 році 81% виборців.
У 2009 році Франц Вебер запустив третю ініціативу «Врятувати Лаво», щоб зменшити можливості для нового будівництва в Лаво, яка була відхилена 19 травня 2014 року 68% виборців. Зустрічна ініціатива регіонального уряду (Державної ради Во) була прийнята 68% виборців (посилюючи захист, але менш суворо, ніж ініціатива Франца Вебера).